# Львівський державний університет внутрішніх справ
Львівський державний університет внутрішніх справ — заклад вищої освіти МВС України. Розташовується у Львові.
Основне завдання Львівського державного університету внутрішніх справ — забезпечення кваліфікованими юристами підрозділи Національна поліція України Західного регіону України, для яких університет і здійснює комплексну підготовку фахівців, котрі скеровуються на роботу в підрозділи слідства, превентивної та кримінальної поліції.
Львівський державний університет внутрішніх справ — базовий вищий навчальний заклад МВС України у Західному регіоні держави. Університет ліцензований зі спеціальності «Правознавство» за IV рівнем акредитації, здійснює підготовку фахівців освітніх ступенів «бакалавр» та «магістр». Відбувається підготовка фахівців за напрямами «Право», «Менеджмент», «Фінанси, банківська справа і страхування», «Облік і аудит», «Психологія».
Студенти, які навчаються на платних засадах, мають можливість проходити військову підготовку, після закінчення якої їм присвоюється звання «лейтенант запасу».
Освітній процес у Львівському державному університеті внутрішніх справ організовано відповідно до вимог Державної Національної програми «Освіта (Україна XXI століття)», законів України «Про освіту», «Про вищу освіту», нормативних документів Міністерства освіти і науки України та МВС України.
Його виконання забезпечують 8 факультетів (з підготовки фахівців для підрозділів слідства, з підготовки фахівців для підрозділів кримінальної поліції, з підготовки фахівців для підрозділів превентивної поліції, юридичний, економічний, психології, заочного навчання працівників ОВС, заочного навчання цивільних осіб) та 26 кафедр.
В університеті впроваджено кредитно-модульну систему, яка функціонує на основі розробленого і затвердженого Положення про цю систему. Вона заохочує курсантів і студентів до постійної праці над вивченням навчальних предметів, випрацьовує у них самостійність, дисциплінованість, цілеспрямованість.
Науково-педагогічні працівники університету, серед яких близько 40 докторів наук і понад 200 кандидатів наук, здійснюють наукові дослідження з проблем впровадження в життя положень Конституції України, вдосконалення судочинства, діяльності органів місцевого самоврядування, зміцнення законності і правопорядку, боротьби з економічною і організованою злочинністю, удосконалення системи підготовки кадрів для органів внутрішніх справ. Результати наукових досліджень впроваджуються в практику діяльності правоохоронних органів та навчальний процес. Університет в останні роки значно активізував проведення наукових заходів: конференцій, семінарів, «круглих столів» та інших форм обміну науковою інформацією, поширення передового досвіду. Протягом 2005—2009 років проведено 134 науково-практичних заходів, в тому числі 48 науково-практичних конференцїй (8 міжнародних), 34 наукових семінарів(5 міжнародних), 37 круглих столів, у яких щорічно брали участь в середньому до 2 тисяч учасників.
За 2005—2009 роки в університеті вийшли в світ понад 250 видань навчальної, навчально-методичної та наукової літератури. Серед них 17 підручників, 132 навчальні посібники, з них 31 (8 підручників і 23 посібники) з грифом Міністерства освіти і науки України, 42 монографії, збірники наукових праць, тези і матеріали конференцій, курси і конспекти лекцій, методичні рекомендації і вказівки, навчальні плани і програми, фахові періодичні видання Наукового Вісника (серія юридична, економічна та психологічна, які включені до переліку фахових видань ВАК України), література для потреб системи МВС України тощо. Періодично виходить в світ газета «Юрист». Впровадження результатів наукових досліджень здійснюється як у законотворчу діяльність так і в навчальний процес, що сприяє підготовці фахівців високого рівня.
В університеті формуються наукові школи з оперативно-розшукової діяльності (професор Ортинський В. Л.), кримінального права (професор Грищук В. К., професор Навроцький В. О.), філософії права (професор Сливка С. С.), адміністративного права (професор Остапенко О. І.). Створено і діють чотири спеціалізовані Вчені ради по захисту дисертацій: 1) спеціалізована вчена рада К 35.725.03 з правом прийняття до розгляду та проведення захистів дисертацій на здобуття наукового ступеня кандидата юридичних наук за спеціальностями: 12.00.01 — теорія та історія держави і права; історія політичних і правових учень; 12.00.07 — адміністративне право і процес; фінансове право; інформаційне право; 2) спеціалізована вчена рада Д 35.725.02 з правом прийняття до розгляду та проведення захистів дисертацій на здобуття наукового ступеня доктора (кандидата) юридичних наук за спеціальностями: 12.00.08 — кримінальне право та кримінологія; кримінально-виконавче право; 12.00.12 — філософія права; 3) спеціалізована вчена рада СРК 35.725.01 з правом прийняття до розгляду та проведення захистів дисертацій з грифом «таємно» та «цілком таємно» на здобуття наукового ступеня кандидата юридичних наук за спеціальностями: 12.00.09 — кримінальний процес та криміналістика; судова експертиза; оперативно-розшукова діяльність; 4) спеціалізована вчена рада К 35.725.04 з правом прийняття до розгляду та проведення захистів дисертацій на здобуття наукового ступеня кандидата економічних наук за спеціальностями 21.04.01 — економічна безпека держави та 21.04.02 — економічна безпека суб'єктів господарської діяльності.
Львівський державний університет внутрішніх справ має значну матеріальну базу у м. Львові та с. Верещиця Яворівського району Львівської області (навчально-тренувальний центр «Верещиця», розташований на площі 23 га, де створена автономна інфраструктура, що повністю забезпечує організацію навчання і проживання курсантів та слухачів). Умови навчання і виховання в університеті, створені з врахування сучасних вимог, сприяють формуванню кваліфікованих фахівців-юристів, офіцерів міліції, здатних забезпечити правовий захист громадян України.
В університеті є чотири бібліотеки, чотири спортивних багатопрофільних комплекси, чотири комплекси курсантського та студентського харчування, шість комп'ютерних класів, діє Музей історії навчального закладу, який має звання «Народний музей».
З метою координації спільних навчально-виховних заходів та відповідно до наказу МВС України від 04.11.2008 № 585 на базі Львівського державного університету внутрішніх справ та Львівської правничої гімназії створено навчально-науковий комплекс «Аргумент права».
Національна безпека України як цілісна система захисту інтересів особи, суспільства і держави об'єктивно вимагає покращення діяльності органів внутрішніх справ, кадрового забезпечення їх спеціалістами з юридичною та економічною освітою, які вміло та кваліфіковано здійснювали б підтримання громадського порядку, захист прав та свобод громадян. Саме на це спрямовує свою діяльність Львівський державний університет внутрішніх справ.

## Керівництво
- Ректор університету, доктор юридичних наук, професор, заслужений працівник освіти України, полковник поліції  — Швець Дмитро Володимирович.
- Перший проректор університету, кандидат юридичних наук, доцент — Строцький Руслан Євгенович.
- Проректор університету, доктор юридичних наук, доцент, полковник поліції — Єрмаков Юрій Олександрович.
- Проректор університету, кандидат наук з державного управління, доцент, полковник — Писаревський Сергій Васильович.

## Ректори
- Регульський Віктор Лук'янович (1994—2002 ) [3].
- Ортинський Володимир Львович (2002 —2010 )[3].
- Щур Богдан Володимирович (2010 )[4].
- Марін Олександр Костянтинович (2010 —2011 )[3].
- Цимбалюк Михайло Михайлович (2011 —2014 )[3].
- Середа Валерій В'ячеславович (2014 —2016 )[3].
- Благута Роман Ігорович (2016 —2024 )[5].
- Швець Дмитро Володимирович (2024 —)[2].

## Меморіальні таблиці
На фасаді Львівського державного університету внутрішніх справ встановлять пам'ятну таблицю випускнику юридичного факультету цього вишу, учаснику російсько-української війни, Герою України Тарасові Бобаничу «Хаммеру». Відповідне рішення 22 лютого 2023 року затвердив виконавчий комітет Львівської міської ради.